# Maspalomas
Maspalomas è una località spagnola, maggiore frazione (pueblo) di San Bartolomé de Tirajana, comune della provincia di Las Palmas, nelle Isole Canarie.

## Geografia fisica
Il centro, una cittadina di 33 000 abitanti (più popolosa anche del capoluogo comunale), sorge sulla costa meridionale della Gran Canaria, di cui è il centro abitato più meridionale, a circa 57 km da Las Palmas. Esso affaccia sull'Oceano Atlantico.

## Economia

### Turismo
Maspalomas si è notevolmente sviluppata urbanisticamente grazie all'afflusso turistico balneare, incentivato dalla vicinanza con l'aeroporto di Las Palmas. Il centro ha sviluppato una moltitudine di alberghi, residence, centri commerciali, bar, ristoranti e locali notturni.

La città conta numerose spiagge, in alcune delle quali è tollerato il nudismo, di cui la più famosa è la Playa del Inglés. Le altre spiagge sono Playa Maspalomas, Playa Las Mujeres, e Playa Montaña de Arena.

## Punti d'interesse
Sul litorale si trova la riserva naturale delle "Dune di Maspalomas" e a circa 5 km dall'abitato sorge un faro alto 56 m (faro di Maspalomas), costruito alla fine del XIX secolo. Non lontano dal paese si trova anche un parco naturale, il Palmitos Park.

## Sport
La cittadina contava una squadra professionistica di calcio a 5, il Gran Canaria Fútbol Sala. La società, oggi scomparsa, è stata una delle migliori in Spagna negli anni novanta, con all'attivo anche la partecipazione a una finale di European Champions Tournament.

## Galleria d'immagini

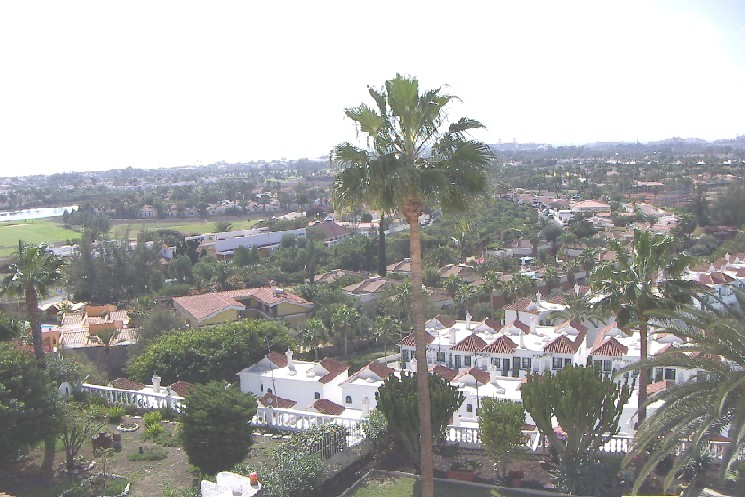
Panorama
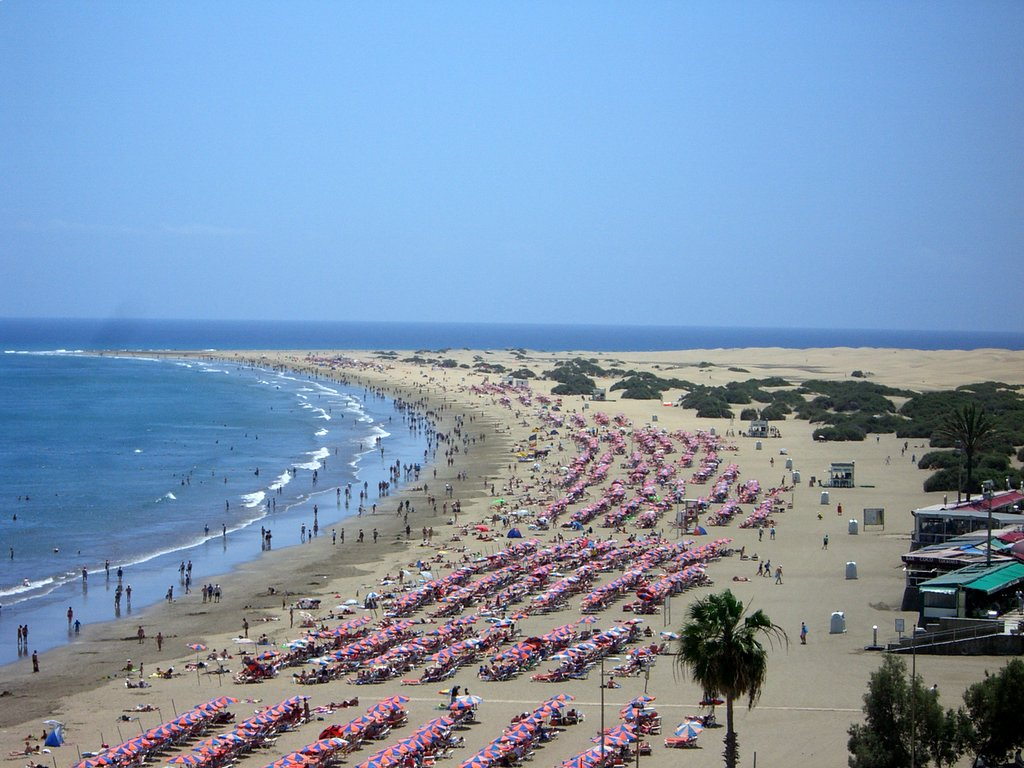
Playa del Inglés
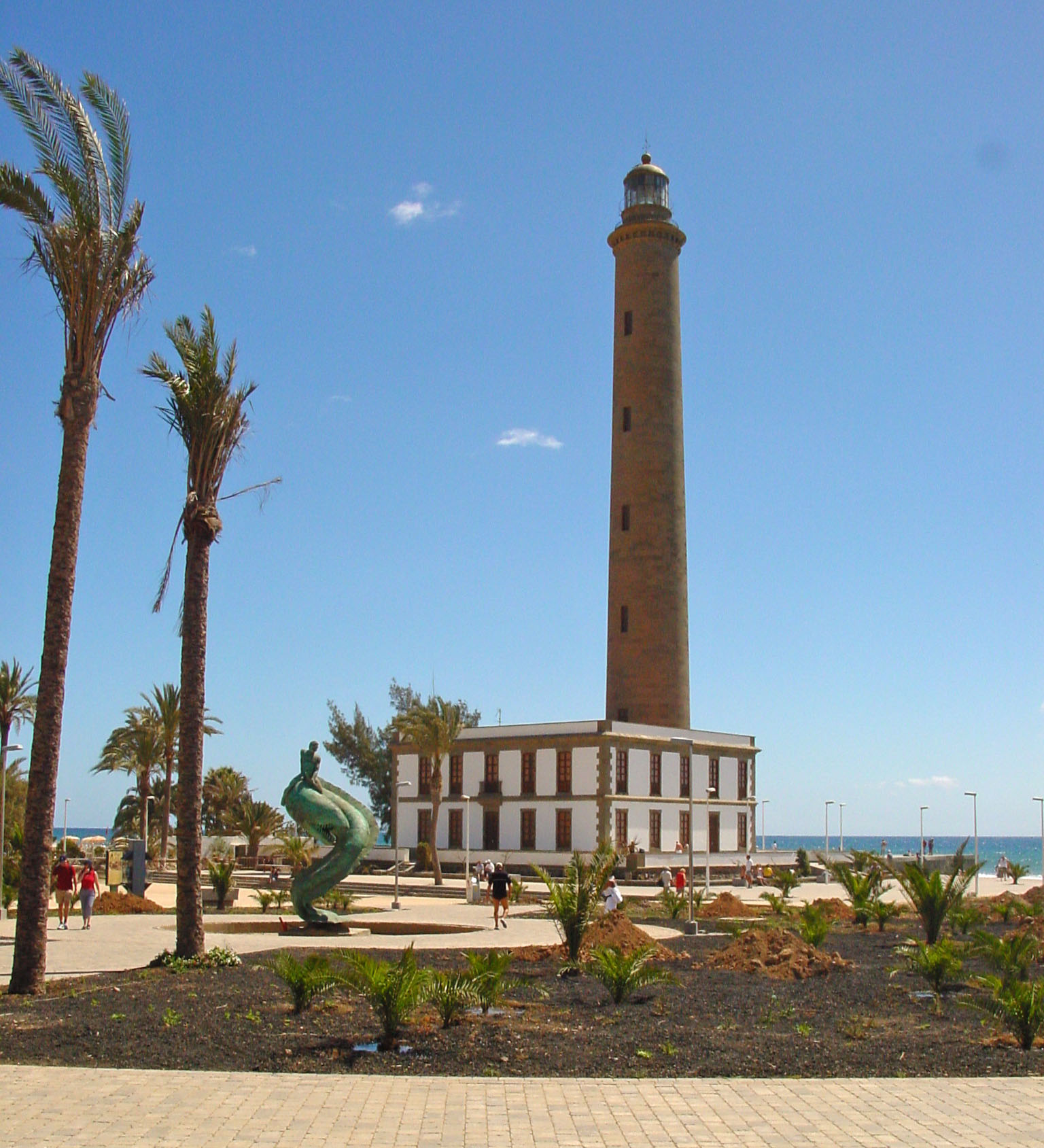
Faro di Maspalomas
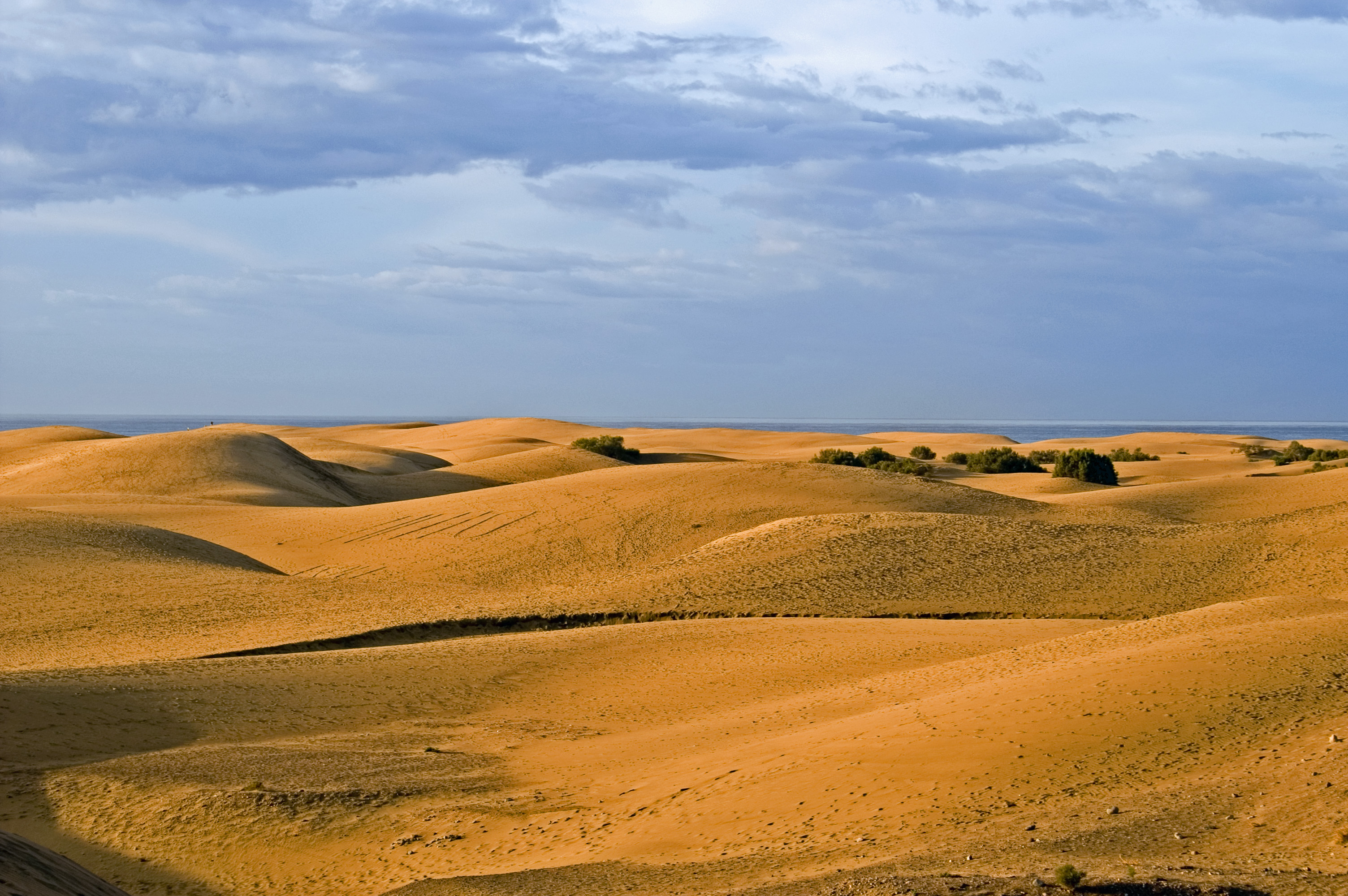
Dune di Maspalomas